# Pere Casanovas i Simon
Pere Casanovas i Simon (Sant Miquel de Campmajor, Pla de l'Estany, 29 de maig de 1943) és un escultor català.
Pere Casanovas va néixer a Sant Miquel de Campmajor, a casa dels avis, tot i que els pares vivien a Banyoles. Però, de ben petit, quedarà per sempre vinculat amb Mataró, on l'envien a viure a casa d'uns oncles. Quan en Casanovas ja té l'edat laboral, catorze anys, el posaren a treballar a la foneria Roure, i s'inicià d'aprenent de torner. Durant les pauses de la feina feia petites figures amb el material que tenia a l'abast, i quan en Jaume Prats, el seu encarregat, ho descobrí li presentà en Terri, que també treballava a can Roure. Així és com el 1960 es va poder incorporar al seu taller. Aquell any també fou l'inici del festeig amb la Rosa Puig, amb qui s'acabaria casant. Després del servei militar, va deixar la foneria i ja només treballava al taller. Però com que la relació amb el Terri es va anar deteriorant va decidir obrir el seu propi taller.
Als anys 70 ja és un escultor consolidat. Al seu taller hi han passat alguns dels millors artistes del país. De les obres més reconegudes, és coautor de 'Núvol i cadira' d'Antoni Tàpies, a la Fundació Tàpies (1989), i de David i Goliat (Antoni Llena).